# Palazzo Baronale (Villaricca)
Der Palazzo Baronale ist ein Palast aus dem 11. Jahrhundert in Villaricca in der italienischen Region Kampanien. Er liegt an der Piazza Majone.

## Geschichte und Beschreibung
Der ursprüngliche Palast soll aus dem 11. Jahrhundert stammen und wurde vermutlich auf den Fundamenten eines altrömischen Castrum errichtet.
Im Laufe der Jahrhunderte ist das ursprüngliche Gebäude häufig in seiner architektonischen Ausrichtung verändert und umgebaut worden, wovon der Umbau im 12. Jahrhundert im Auftrag von Ruggiero dem Normannen, König von Sizilien, Apulien und Kalabrien, zu nennen ist, ebenso der Umbau von 1465, den Baron Parisio in Auftrag gab, und insbesondere der im 18. Jahrhundert auf Geheiß des Barons Tassis.
Über mehrere geschichtliche Epochen wurde der Komplex darüber hinaus an verschiedene Funktionen angepasst: Zur Zeit der Normannen war er ein Jagdschloss, um das Jahr 1000 eine Festung und danach ein Baronspalast. Eine genaue Untersuchung verschiedener Wissenschaftler allerdings hat ergeben, dass der betreffende Palast eher die Residenz einiger Markgrafen und nicht einiger Barone war. Auf diesen Adelstitel weist auch der Name einer Straße in Villaricca hin, La Marchesella, also die Straße der Markgrafen.
Den Bau des eigentlichen Palastes ließ Giovanni Antonio Parisio durchführen, der aber, wie oben erwähnt, ein Markgraf und kein Baron war. Parisio kaufte Panicocoli (Dies ist der alte Name Villariccas). Erst 1684 erhielt die Familie Parisi den Titel der Markgrafen von Panicocoli, den sie bis 1702 behielten. Dann verkaufte ihn Giacinto Parisio, der Sohn von Giovanni Parisio, für 48.500 Dukaten an Carlo de Taxis.
In 30 Metern Tiefe liegen die Kerker des Palastes, zu denen man über eine Treppe gelangt, die vollständig aus Tuffstein besteht. Die Treppe wurde von der Archäologiegruppe um G. Chianese erforscht und betrachtet; sie wurde mit Ausnahme einiger unsicherer Stufen an einigen Stellen in gutem Erhaltungszustand vorgefunden. Auf der Rückseite des Palastes liegt ein großer Garten, der Ende des 19. Jahrhunderts einer ersten Verkleinerung unterzogen wurde, als die Via Micillo verlängert wurde, um sie mit der Via Orologio zu verbinden. Der verbleibende Garten wurde einige Jahrzehnte lang zur Villa Comunale.
Der Palast gehört heute der Gemeinde Villaricca. Dort sind verschiedene Büros untergebracht, darunter auch solche der Gemeinde.
Die alte Wohnstatt der Barone oder Markgrafen, war immer einer der interessantesten Orte im Hinterland, wurde aber nie richtig geschätzt.